# Swan Hunter
C. S. Swan Hunter és el nom antic de Swan Hunter & Wigham Richardson, una de les companyies navilieres més conegudes en el Regne Unit. Amb seu en Wallsend (Tyne i Wear, Anglaterra), aquesta companyia és coneguda per la construcció d'alguns dels majors navilis de principis del segle xx, entre els quals es troben el RMS Mauretania, vaixell al que es va atorgar la Banda Blava per ser el més ràpid a creuar l'oceà Atlàntic, i el RMS Carpathia, que va rescatar als supervivents del RMS Titanic.